# The Valley
The Valley è la capitale di Anguilla, e la maggiore città sull'isola. Al censimento del 2001 contava una popolazione di 1 169 abitanti.
The Valley ha pochi esempi di architettura coloniale, dovuta alla ricollocazione dell'amministrazione di Anguilla a Saint Kitts e Nevis nel 1825, anche se la Wallblake House, costruita nel 1787, sia ancora lì dove si trova. È usata come stabile, non abitato, dall'adiacente chiesa.
In città è ancora presente una storica prigione a 65 m sul livello del mare.
L'ufficio turistico di Anguilla in città è un'antica costruzione, dove veniva ammassato il cotone, per poi essere esportato in Inghilterra.

## Curiosità
Il gruppo inglese Duran Duran ha omaggiato la città di The Valley intitolando alla città la prima traccia di Red Carpet Massacre, dodicesimo album della band.